# Стипан
Стипан је насељено мјесто у општини Гвозд на Кордуну, Република Хрватска.

## Историја
Православни Храм Преображења Господњег у селу из 1873. године је уништен у Другом свјетском рату.
Стипан се од распада Југославије до августа 1995. године налазио у Републици Српској Крајини.

## Становништво
Према попису становништва из 2001. године Стипан има 41 становника. Многи становници српске националности напустили су село током операције Олуја 1995. године.
| Националност       | 1991.        |
| Срби               | 201 (88,15%) |
| Хрвати             | 5 (2,19%)    |
| Југословени        | 5 (2,19%)    |
| остали и непознато | 17 (7,45%)   |
| Укупно             | 228          |

### Аустроугарскипопис 1910.
На попису 1910. године насеље Стипан је имало 623 становника, следећег националног састава:
- укупно: 623
- Срби — 613 (98,39%)
- Цигани — 9 (1,44%)
- Хрвати — 1 (0,16%)

## Познате личности
- Никола Видовић, народни херој